# 시살딘 화산

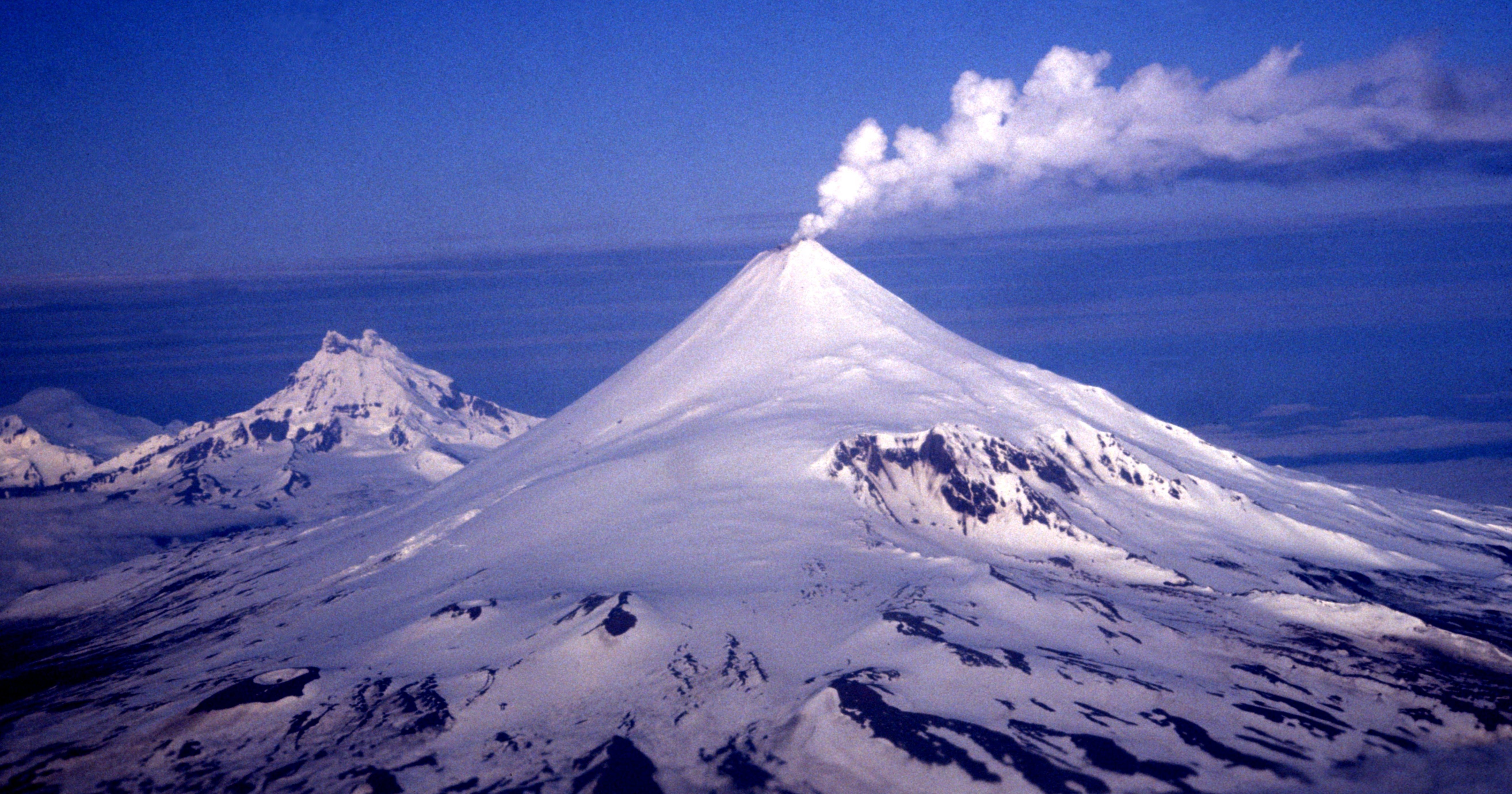

시살딘 화산(Shishaldin volcano)은 미국 알래스카주의 알류샨 열도에 있는 성층 화산으로, 활화산이다. 이 화산은 필리핀의 마욘 산과 비슷하게 생긴 뾰족한 형태의 성층 화산이다. 눈이 덮혀 있다.